# Kyashar
Kyashar, eller Thangnaktse, og tidligere Peak 43, er et bjerg i Khumbu-regionen af Himalaya i Nepal. Toppen ligger på 6 769 meter over havet og indgår i den del af Himalaya som kaldes Mahalangur Himal.

## Beskrivelse
Frem til 1983 benævnes bjerget som ”Peak 43”. Dette år udførte de nepalesiske myndigheder en navngivning af bjerge og andre geografiske steder for at "udslette" et stort antal vestlige navne fra kortet Fra og med 1983 hedder bjerget Kyashar. Bjerget har også et tredje navn, Thangnaktse. Lokalt forekommer også navnet Charpate, hvilket betyder sådan ca. "firekant", hvilket er en god beskrivelse af bjergstoppen.
Kyashar ligger i Solukhumbu-distriktet. De nærmeste bjerge er Kangtega, Kusum Kanguru,Thamserku, Mera Peak, Malangphutang og Peak 41, med stigende afstande. Et fælles udgangspunkt for at bestige på Kyashar, eller Kusum Kanguru eller Mera Peak er den lille landsby Tagnag ved foden af Kyashar.
Via en bjergsryg står Kyashar i forbindelse med Kantega. På vest siden ligger Kyashar gletscheren. Bjerget er afvandingsområde til Ganges og dermed til Den Bengalske Bugt.

## Klatrehistorie
Den første topbestigning gjordes af et klatrehold bestående af Sam Broderick, Andi Frank, Kevin Riddell og Bruce Normand. Broderick, Frank og Normand nåede toppen den 18. oktober 2003. Bestigningen fandt sted på vestsiden af bjerget.
Den første succesrige klatring bestigning via den sydelige side af bjerget, “NIMA-linjen”, gennemføres den 11 .november 2012 af de japanske klatrer Yasuhiro Hanatani, Hiroyoshi Manome og Tatsuya Aoki. Sydsiden karakteriseres af løs og forræderisk terræn og betydelig lavine risiko. Den havde modstået mindst otte tidligere top forsøg, af flere rutine klatrer. Det japanske klatrehold har haft godt vejr gennem de seks dage, klatringen varede, hvilket forklarer det navn, de gav ruten NIMA. Det er sherpa-sprog og betyder "sol".
Det bedste tid for at klatre i området er i maj og oktober, mens marts-april og september og november også er mulige, men under meget køligere og sne rigere forhold.

## Yderligere læsning
- Normand, Bruce (2004). "The Himalayan Journal 60". himalayanclub.org. Hentet 2017-11-12.